# 市制 (単位系)
市制（しせい、ピンイン:Shìzhì）は、中国において使用されている伝統的な慣用の単位系（中国の度量衡）を、20世紀に入ってからメートル法（国際単位系）に基づいて定義しなおしたものである。日本の尺貫法に相当するが、「貫」は用いないため、日本では「尺斤法」と呼ぶことがある。市制に対して国際単位系のことは「公制」、ヤード・ポンド法のことは「英制」という。
SI単位やヤード・ポンド法の単位の中国語名は、その単位に値が近い伝統的な単位の名称が用いられていることが多い。よってヤード・ポンド法やSI（公制）の単位と市制の単位を区別する必要があるときは、単位の名称の前に、市制の場合は「市」を、ヤード・ポンド法の場合は「英」を、SIの場合は「公」をつける。
長さ、面積、質量の単位に「分」「厘」「毫」など同じものがあるが、これらは元々は割合（小数）を表すものであり、それぞれ異なった単位に対する割合を示したものである。これは日本の尺貫法にも共通することである。

## 歴史
中国では1915年に伝統的な単位系である営造尺・庫平両をメートル法を使って定義した。国民革命以後の1929年にはメートル法を主とする度量衡法が制定されたが、従来の単位名もしばらくは併用できることとした。この従来の単位系が市制である。市制による各単位の大きさは従来の営造尺・庫平両とは大きく異なっていた。
日本でも尺貫法の単位をメートル法に基づいた定義に改めているが、日本ではそれまでの値にできるだけ近づけようとして換算が複雑になっているのに対し、中国では2分の1、3分の1など単純な換算になるようにしている。単位同士の関係は原則として十進法的だが、里（1500尺）・畝（6000平方尺）・斤（16両）は例外となる。また升は27立方寸にあたる。
中華人民共和国でも市制は使われ続けた。ただし本来の市制では1斤は16両であったが、中華人民共和国では1斤を10両に変えたため、両以下の値が異なっている。
1977年5月、中華人民共和国国務院が「中華人民共和国計量管理条例 （試行）」を公布して、市制をメートル法に置き換える方針を示した。それ以降、中華人民共和国において市制はだんだん使用されなくなってきている。
香港では、質量の単位として市制とも庫平制とも異なる「司馬斤」（604.78982g、歴史的には常衡1+1⁄3ポンド）を元にした体系が依然として広く使用されている。中華人民共和国内では香港でのみ「1斤=16両、1両=10銭、1銭=10分」などとする換算が食糧や貴金属の売買に広く用いられている。貴金属で使われる単位は「金衡両」と呼ばれ、司馬両（約37.7994g）と少し異なる 37.429g になる。
日本およびオランダによる支配を受けたことのある台湾では、同じ名称でも異なる値の単位系が使用されており、台制と呼ばれている。なお、市制は1954年に廃止されている。

## 市制の単位
市制の単位を以下に示す。漢字は日本のJIS文字セットに含まれているものを使用し、字体が異なるものは括弧内に記述している。上線は循環小数を示す。

### 長さ
| 単位     | 等数   | メートル法      | 備考                       |
| -------- | ------ | --------------- | -------------------------- |
| 里 lǐ    | 150 丈 | 500 m           |                            |
| 引 yǐn   | 10 丈  | 33.3 m          | 中華人民共和国では使用せず |
| 丈 zhàng | 10 尺  | 3.3 m           |                            |
| 尺 chǐ   | 10 寸  | 0.333 m (1/3 m) |                            |
| 寸 cùn   | 10 分  | 33.3 mm         |                            |
| 分 fēn   | 10 厘  | 3.3 mm          |                            |
| 厘 lí    | 10 毫  | 333.3 µm        |                            |
| 毫 háo   |        | 33.3 µm         |                            |

### 面積
土地の面積には以下の単位を用いる。
| 単位         | 等数   | メートル法        | 備考           |
| ------------ | ------ | ----------------- | -------------- |
| 頃（顷）qǐng | 100 畝 | 66,666.6 m2       |                |
| 畝（亩）mǔ   | 10 分  | 666.6 m2 = 1/15ha | 60方丈に等しい |
| 分 fēn       | 10 厘  | 66.6 m2           |                |
| 厘 lí        | 10 毫  | 6.6 m2            |                |
| 毫 háo       |        | 0.6 m2            |                |

土地以外には以下の単位を用いる。
| 単位 | 等数        | メートル法      |
| ---- | ----------- | --------------- |
| 方里 | 22,500 方丈 | 25 ha           |
| 方丈 | 100 方尺    | 11.1 m2         |
| 方尺 | 100 方寸    | 0.1 m2 (1/9 m2) |
| 方寸 | 100 方分    | 1,111.1 mm2     |
| 方分 | 100 方厘    | 11.1 mm2        |
| 方厘 | 100 方毫    | 0.1 mm2         |
| 方毫 |             | 1,111.1 µm2     |

### 体積
| 単位     | 等数  | メートル法   |
| -------- | ----- | ------------ |
| 石 dàn   | 10 斗 | 100 L        |
| 斗 dǒu   | 10 升 | 10 L         |
| 升 shēng | 10 合 | 1 L          |
| 合 gě    | 10 勺 | 100 mL       |
| 勺 sháo  | 10 撮 | 10 mL        |
| 撮 cuō   |       | 1 mL (1 cm3) |

### 質量
| 単位          | 等数   | メートル法 | 1929年の定義 |
| ------------- | ------ | ---------- | ------------ |
| 担 / 擔 dàn   | 100 斤 | 50 kg      |              |
| 斤 jīn        | 10 両  | 500 g      | 16両         |
| 両（两）liǎng | 10 銭  | 50 g       | 31.25g       |
| 銭（钱）qián  | 10 分  | 5 g        | 3.125g       |
| 分 fēn        | 10 厘  | 500 mg     | 312.5 mg     |
| 厘 lí         | 10 毫  | 50 mg      | 31.25 mg     |
| 毫 háo        | 10 絲  | 5 mg       | 3.125 mg     |
| 絲（丝）sī    |        | 500 µg     | 312.5 µg     |